# Deperdussin Monocoque
Le Deperdussin Monocoque est un avion français des années 1910, conçu par Armand Deperdussin et un ingénieur nommé Louis Béchereau.

## Conception
Cet avion, créé en 1912, est un monoplan à aile médiane, de conception moderne pour l'époque : son fuselage est de type monocoque, très léger et aérodynamique. C'est l'ingénieur Louis Béchereau qui conçoit ce fuselage, constitué d'une coque en bois moulé sur une forme profilée.
À l'époque, cette technique de construction a permis au Deperdussin d'être un phénomène de vitesse, il a été le premier avion à dépasser la barre des 200 km/h en vol, le premier à gagner la Coupe Schneider, et a battu plusieurs records du monde.
Il a été décliné en deux versions ; la première était terrestre, la seconde, un hydravion, était doté de deux flotteurs principaux plus un troisième à la place de la béquille de queue. L’avion a été équipé de deux moteurs rotatifs Gnome différents, de 160 chevaux.

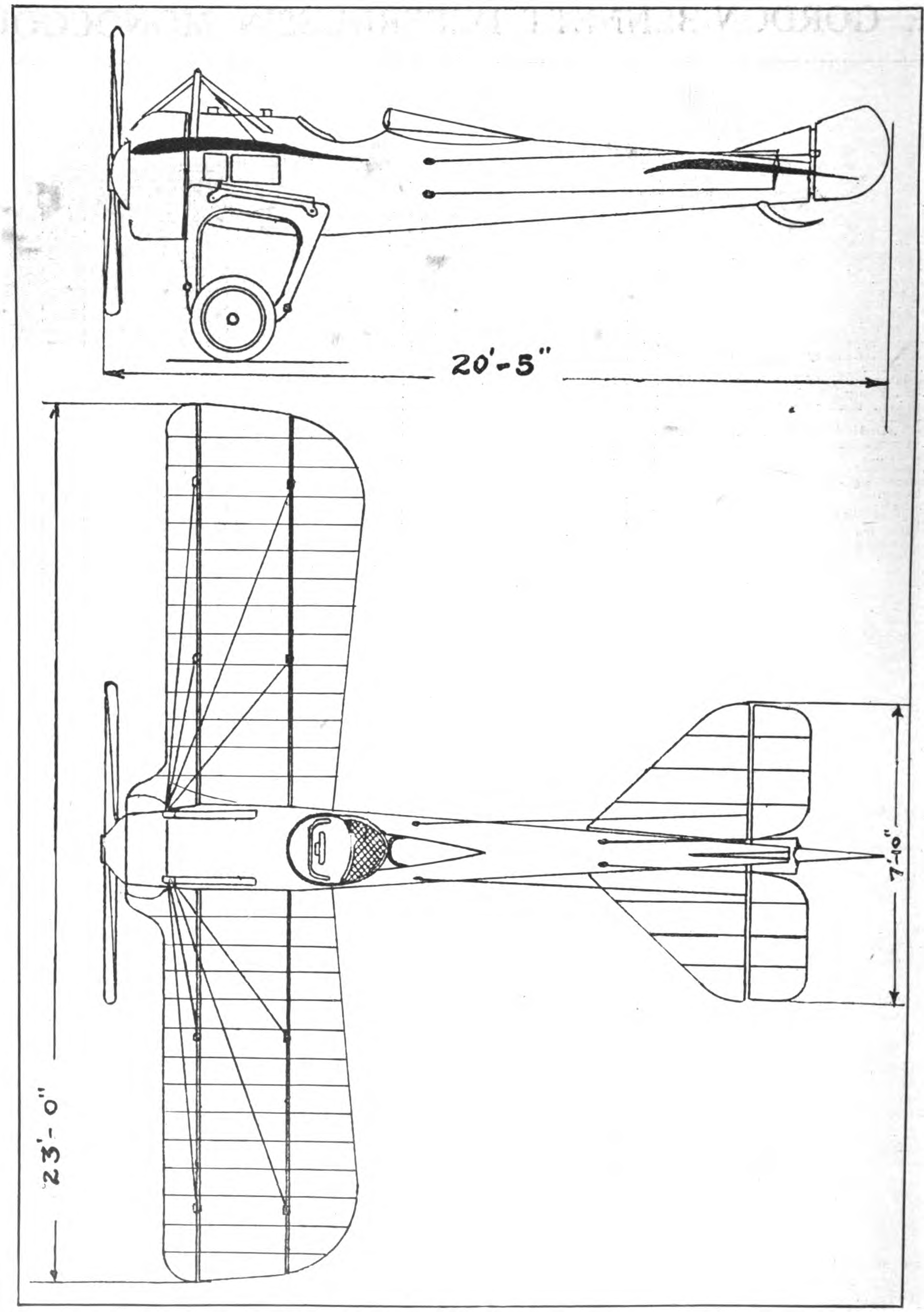
Avion de course Deperdussin

Deux appareils sont exposés au douzième Salon belge de l'automobile à Bruxelles de 1913, décrits de cette manière:

« Déjà nous l'avions vu au Salon de Paris dont il était le gros succès de curiosité. La cohue ne se lassait pas de le détailler, s'imaginant mal, le trouvant si court, si trapu, si petit, que cet appareil merveilleux de stabilité et inouï de puissance avait parcouru l'espace à plus de 171 kilomètres à l'heure. Un autre monocoque de même série, de même fabrication, mais muni seulement d un moteur de 50 HP, alors que son voisin en possédait un de 140 HP était exposé dans le même stand.
Celui ci était le monocoque de tourisme et lui aussi avait fait ses preuves au cours de très nombreux essais rendus volontairement durs et difficiles.
Or il est évident que le fait de pouvoir battre des records de vitesse avec un appareil de tourisme, en changeant simplement le moteur, n'est pas une chose banale et prouve une solidité à toute épreuve.
Que diriez vous d'un constructeur d'automobiles qui gagnerait le Grand Prix de France avec un châssis de tourisme en changeant simplement le moteur. Vous trouveriez que c'est un joli tour de force et que ses châssis de tourisme sont conçus et réalisés d'une manière exceptionnellement robuste. C'est ce tour de force que Deperdussin a fait en matière d'aviation. »

Suit une description complète de l'avion à commencer par la coque en contreplaqué moulé:

« Le fuselage des monocoques constitue la partie caractéristique de ces appareils. La poutre quadrangulaire habituelle y fait place à une coque véritable d'une seule venue en bois contreplaqué à plusieurs épaisseurs. Pour obtenir cette coque, on colle successivement trois épaisseurs de lattes minces en tulipier - bois se prêtant au mieux à ce genre de travail et d'une bonne résistance - sur des gabarits démontables formant moule. Lorsque le collage est terminé, on a obtenu une carapace composée d'une quantité de pièces  à contrefil, c'est-à-dire présentant les meilleures garanties d'indéformabilité. Il n'y a plus qu'à la revêtir extérieurement et intérieurement d'une toile soigneusement collée et vernie et l'on obtient ainsi un bloc homogène, joignant la robustesse à la légèreté. »

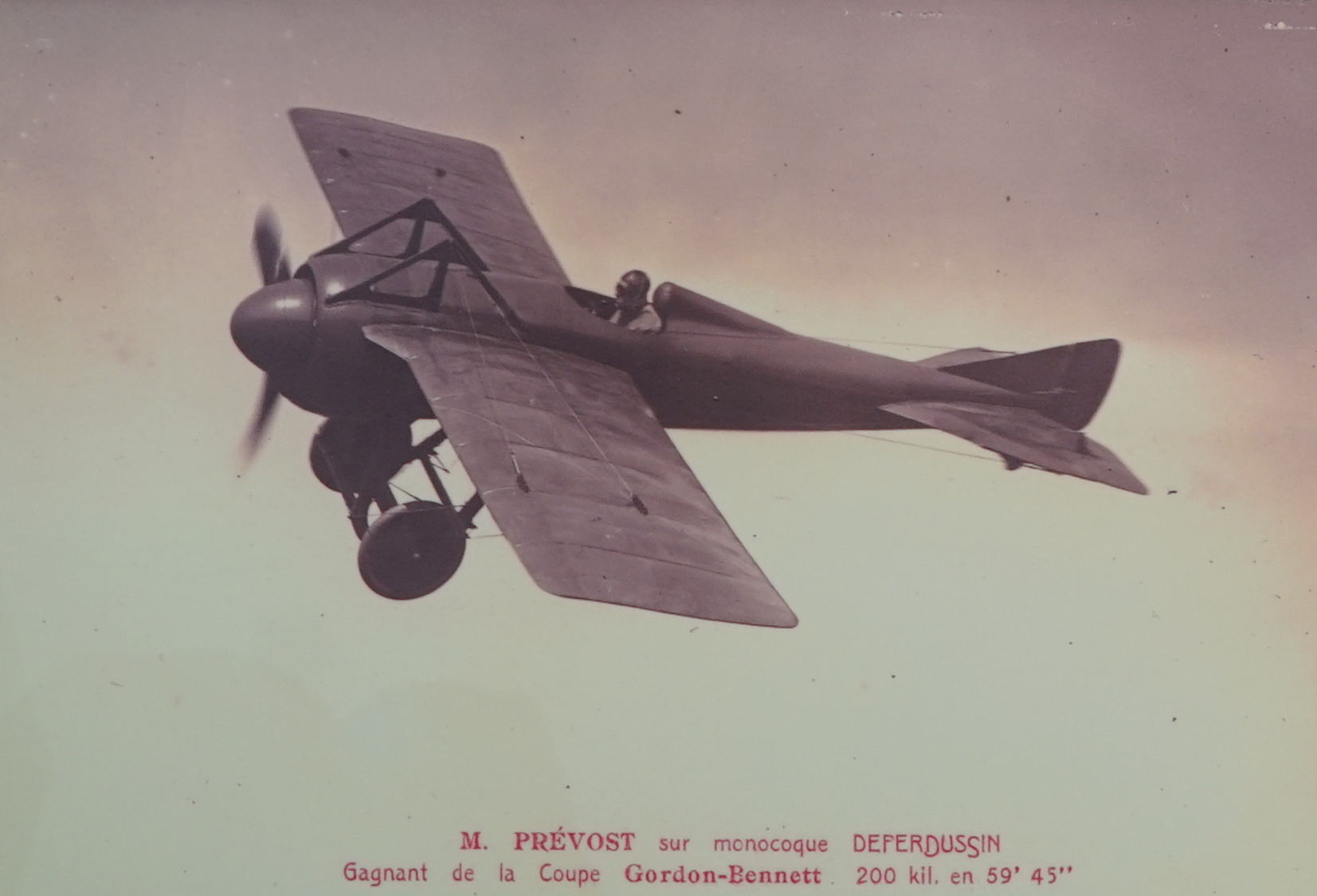

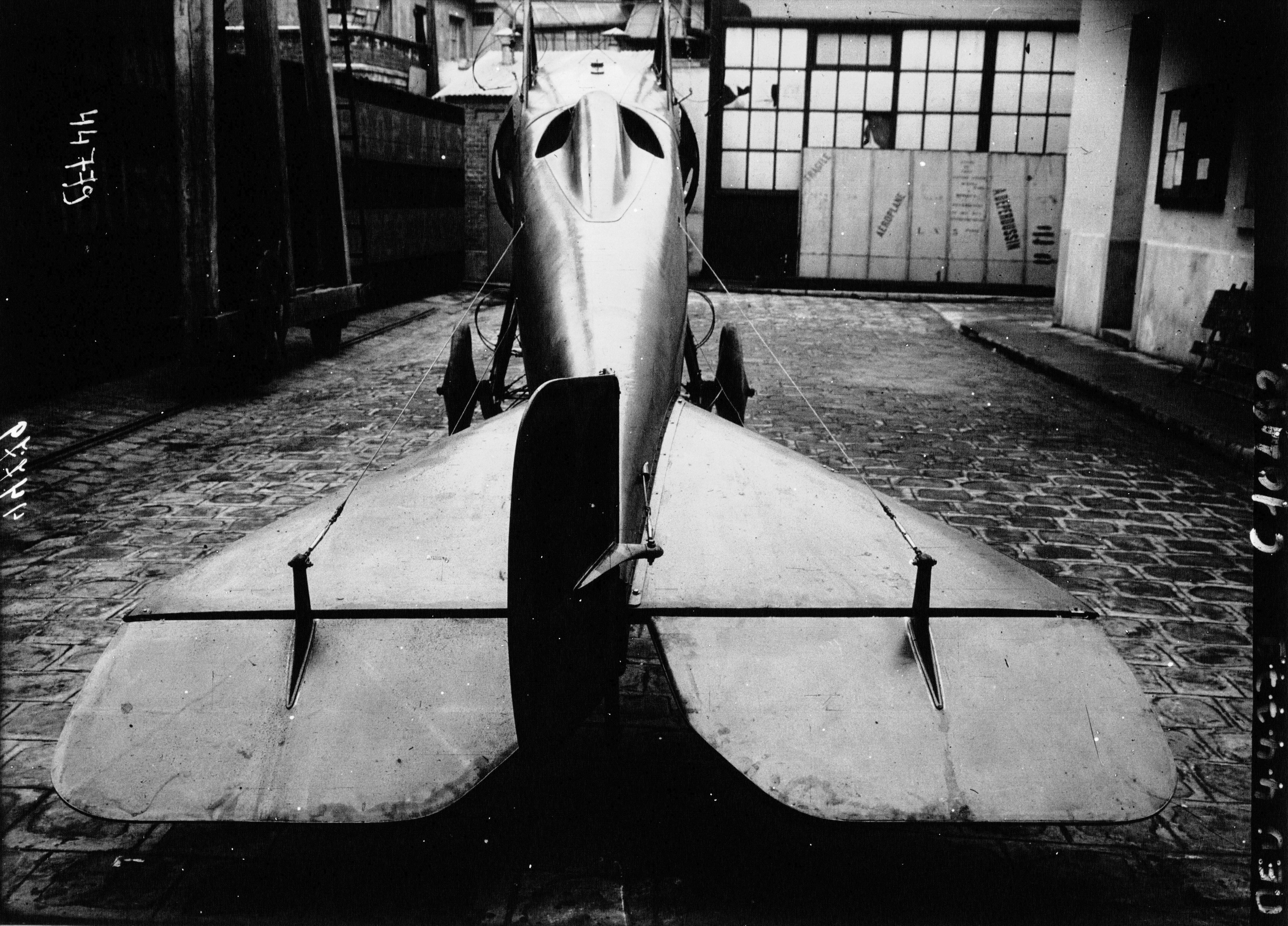
Deperdussin Monocoque. Sans ses ailes

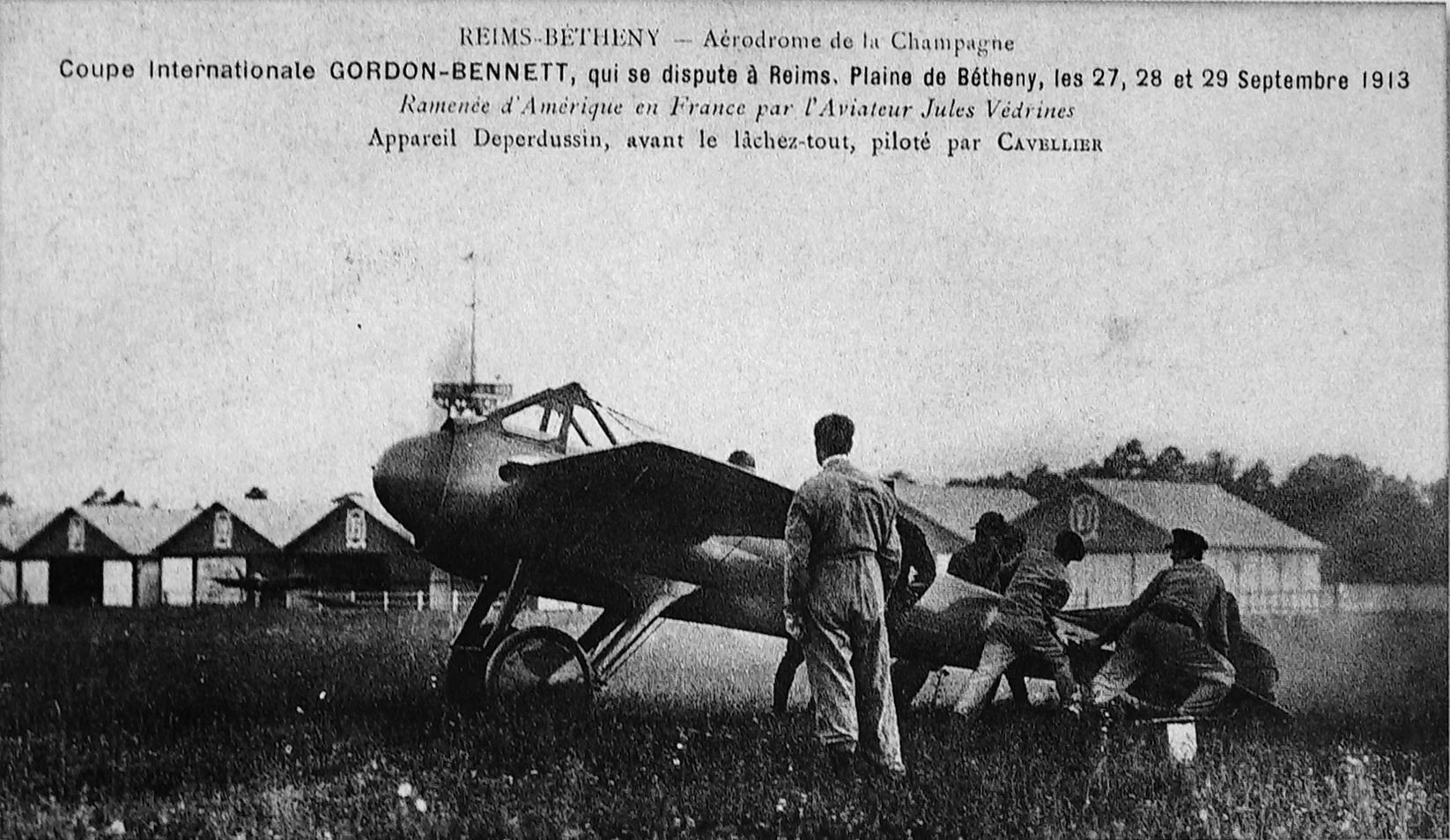
Coupe Gordon-Benett à Reims

Tout ce travail exige une main d'œuvre habile et soignée. Lors du montage des organes sur la coque, celle-ci est entretoisée par les tôles de fixation du moteur, les barres de compression des ailes, et les armatures de la nacelle et de l'empennage. Les ailes à très faible courbure et peu épaisses sont établies de façon à résister aux plus rudes efforts. Les longerons de voilure sont construits partie hickory, partie frêne, et l'âme en sapin. Les assemblages sont soignés à l'extrême. L'entoilage est en lin extra fort enduit d'émaillite.

« Les haubans fixes sont attachés d'une part à la cabane et d'autre part à l'avant du châssis. Les haubans gauchisseurs passent sur les poulies ad hoc fixées à la cabane et viennent s'attacher au levier fixé à l'arrière de chaque cintre du châssis.
La stabilisation latérale est obtenue par gauchissement. La stabilité de route est donnée par un empennage fixe légèrement porteur.
Le gouvernail de profondeur en deux parties est articulé à l'arrière de l'empennage.
Le gouvernail de direction est monté à l'arrière d'une petite quille verticale.
Le châssis d'atterrissage aussi robuste que simple est composé de deux cintres contreplaqués fixés de part et d'autre de la coque et entretoisés vers le bas par deux tubes d'acier. Le sommet de l'arc inférieur de chacun reçoit les extenseurs en caoutchouc retenant l'essieu aux extrémités duquel deux roues entoilées sont montées folles. »

Les commandes sont du type Deperdussin classique: profondeur et gauchissement par pont oscillant à volant ; direction par palonnier.

« Le système motopropulseur se compose d un Gnome 140 HP actionnant une hélice en prise directe. Le moteur tourne à l'abri d'un capot raccordé avec les ailes formant bec. Toute la face avant du moteur jusqu'à moitié des cylindres est dissimulée sous un capot circulaire tournant avec lui.
Cet engin d'une technique géniale résout toute la question difficile de la tenue dans l'air et permet à l'avion glisser sur les couches aériennes avec le minimum de résistance, lui permet aussi d'atteindre les plus grands vitesses. »

Les Etablissements Deperdussin comprennent trois groupes: l'usine de la rue des Entrepreneurs à Paris,  l'usine de Juvisy sur Orge et l'aérodrome de la Champagne. L'usine de Paris travaille en série et à côté des ouvriers spéciaux; elle a groupé une sorte d'élite d'ouvriers qui travaillent directement sous les ordres de Louis Béchereau. Ces derniers réalisent pratiquement et mettent au point les appareils conçus par le cerveau de leur ingénieur en chef. C'est de l'usine de la rue des Entrepreneurs qu'est sorti le monocoque type Coupe Gordon Bennett ,venu après le type militaire monoplace biplace et triplace.

## Palmarès
- Victoire dans la catégorie avions de la coupe aéronautique Gordon Bennett en 1912, à la vitesse de 174 km/h
- Victoire pour la première course de la coupe Schneider en avril 1913 à Monaco, à la vitesse moyenne de 73,63 km/h[3], avec un hydravion piloté par Maurice Prévost.
- Victoire dans la catégorie avions de la coupe aéronautique Gordon Bennett le 29 septembre 1913 à Reims, à la vitesse de 200 km/h, avec Maurice Prévost comme pilote. Durant cette course, le record du monde de vitesse fut battu, avec un maximum de 203,85 km/h.

## Sources
- F. Besse et J. Molveau, Légendaires avions du monde, Sélection du reader's digest
- Chroniques de l'aviation, éditions Chronique